# Hamburg European Open 2020
L'Hamburg European Open 2020, precedentemente noto come German Open, è stato un torneo di tennis giocato sulla terra rossa. È stata la 114ª edizione dell'evento, che ha fatto parte della categoria ATP Tour 500 nell'ambito dell'ATP Tour 2020. Si è giocato all'Am Rothenbaum di Amburgo in Germania dal 21 al 27 settembre 2020.
Inizialmente previsto in programma dal 13 al 20 luglio, il torneo è stato spostato a fine settembre a causa della Pandemia di COVID-19.

## Partecipanti ATP singolare

### Teste di serie
| Nazionalità | Giocatore             | Ranking* | Testa di serie |
| ----------- | --------------------- | -------- | -------------- |
| Russia      | Daniil Medvedev       | 5        | 1              |
| Grecia      | Stefanos Tsitsipas    | 6        | 2              |
| Francia     | Gaël Monfils          | 9        | 3              |
| Spagna      | Roberto Bautista Agut | 10       | 4              |
| Russia      | Andrej Rublëv         | 12       | 5              |
| Italia      | Fabio Fognini         | 13       | 6              |
| Argentina   | Diego Schwartzman     | 15       | 7              |
| Russia      | Karen Chačanov        | 16       | 8              |

* Ranking aggiornato al 14 settembre 2020.

### Altri partecipanti
Giocatori che hanno ricevuto una Wild card:
- Karen Chačanov
- Yannick Hanfmann
- Philipp Kohlschreiber

Il seguente giocatore è entrato in tabellone usando un protected ranking:
- Kevin Anderson

I seguenti giocatori sono passati dalle qualificazioni:

- Pablo Cuevas
- Tommy Paul
- Tennys Sandgren
- Jiří Veselý

I seguenti giocatori sono entrati in tabellone come lucky loser:
- Aleksandr Bublik
- Gilles Simon

### Ritiri
Prima del torneo
- Matteo Berrettini → sostituito da  Ugo Humbert
- Pablo Carreño Busta → sostituito da  Casper Ruud
- Alex de Minaur → sostituito da  Jan-Lennard Struff
- David Goffin → sostituito da  Albert Ramos Viñolas
- Hubert Hurkacz → sostituito da  Lorenzo Sonego
- John Isner → sostituito da  Adrian Mannarino
- Diego Schwartzman → sostituito da  Aleksandr Bublik
- Denis Shapovalov → sostituito da  Gilles Simon

Durante il torneo
- Benoît Paire

## Partecipanti al doppio

### Teste di serie
| Nazionalità | Giocatore            | Nazionalità | Giocatore        | Ranking* | Testa di serie |
| ----------- | -------------------- | ----------- | ---------------- | -------- | -------------- |
| Colombia    | Juan Sebastián Cabal | Colombia    | Robert Farah     | 3        | 1              |
| Stati Uniti | Rajeev Ram           | Regno Unito | Joe Salisbury    | 11       | 2              |
| Polonia     | Łukasz Kubot         | Brasile     | Marcelo Melo     | 14       | 3              |
| Spagna      | Marcel Granollers    | Argentina   | Horacio Zeballos | 21       | 4              |

* Ranking aggiornato al 14 settembre 2020.

### Altri partecipanti
Coppie che hanno ricevuto una Wild card:
- Yannick Hanfmann /  Mats Moraing
- Frederik Nielsen /  Tim Pütz

La seguente coppia è passata dalle qualificazioni:
- Radu Albot /  Aisam-ul-Haq Qureshi

## Punti e montepremi
| Torneo              | V       | F       | SF      | QF      | 2T      | 1T      | Q    | Q2     | Q1     |
| Singolare           | 500     | 300     | 180     | 90      | 45      | 0       | 20   | 10     | 0      |
| Premi in denaro (€) | €79 330 | €64 075 | €45 985 | €31 285 | €24 690 | €13 640 | N.D. | €6 215 | €3 450 |
| Doppio              | 500     | 300     | 180     | 90      | N.D.    | 0       | N.D. | N.D.   | N.D.   |
| Premi in denaro (€) | €30 530 | €24 270 | €19 150 | €13 570 | N.D.    | €7 480  | N.D. | N.D.   | N.D.   |

## Campioni

### Singolare
Andrej Rublëv ha battuto in finale  Stefanos Tsitsipas con il punteggio di 6–4, 3–6, 7–5.
- È il quinto titolo in carriera per Rublëv, il terzo della stagione.

### Doppio
John Peers e  Michael Venus hanno battuto in finale  Ivan Dodig e  Mate Pavić con il punteggio di 6–3, 6–4.